# Erwin Goewie
Erwin Goewie es un deportista neerlandés que compitió en taekwondo. Ganó una medalla de bronce en el Campeonato Europeo de Taekwondo de 1986, en la categoría de –58 kg.

## Palmarés internacional
| Campeonato Europeo | Campeonato Europeo | Campeonato Europeo | Campeonato Europeo |
| Año                | Lugar              | Medalla            | Categoría          |
| ------------------ | ------------------ | ------------------ | ------------------ |
| 1986               | Seefeld (Austria)  | Medalla de bronce  | –58 kg             |